# Wallridge
Wallridge – przysiółek w Anglii, w Northumberland, w dystrykcie (unitary authority) Northumberland. Leży 40 km od miasta Alnwick, 23 km od miasta Newcastle upon Tyne i 415.1 km od Londynu. W 1931 roku civil parish liczyła 37 mieszkańców.